# Marla Maples
Marla Maples (Dalton, Georgia, 27 de octubre de 1963) es una actriz estadounidense. Estuvo casada con Donald Trump, 45.º y 47.º presidente de los Estados Unidos, con el que tuvo una hija, Tiffany Trump.

## Biografía
Hija de Lura Ann Locklear (1940-2014), modelo y ama de casa, y Stanley Edward Maples, un agente inmobiliario.
En mayo de 2007, formó parte de la serie de televisión El Club de las Ex-esposas. 
En julio de 2007, tuvo una aparición fugaz en un segmento del especial de una hora de la NBC Victoria Beckham: Coming To America, durante el cual Beckham fue invitada a almorzar con un grupo de la alta sociedad de Beverly Hills. Maples fue ridiculizada en el programa de la cadena VH1 La mejor semana.
Apareció como estrella invitada en WWE WrestleMania VII en 1991, y también fue invitada especial encargada del cronómetro en el combate entre Hulk Hogan y el poseedor del título mundial, Sgt. Slaughter.
Fue conductora del 45.º certamen de Miss Universo 1996 junto a Bob Goen y del 46.º certamen de Miss USA 1997 junto a George Hamilton. 
Apareció como invitada en la serie La niñera en la quinta temporada.
Estuvo casada con Donald Trump entre 1993 y 1999. Juntos tuvieron una hija, Tiffany Trump. 
Marla Maples y Tiffany Trump, madre e hija respectivamente, actualmente viven en Los Ángeles, California.